# Broșteni, Caraș-Severin
Broșteni (în maghiară Krassóborostyán) este un sat ce aparține orașului Oravița din județul Caraș-Severin, Banat, România.
Satul Broșteni este compus astăzi din 533 de oameni cu 250 de numere de casă, în timp ce în anul 1880 comuna, la vremea aceea, număra în jur de 1800 de suflete, de atunci, comuna, mai apoi satul, a fost intr-o continuă scădere, astfel, în jurul anilor 1944-1946 comuna număra 1468 de suflete (1438 de ortodocși, 25 de romi, 5 evrei), în anul 2002 satul număra peste 600 de suflete.

## Istorie
Date despre fondarea satului nu avem cu certitudine,există diferite așa zise "povestiri" despre cum s-a fondat satul,însă,o dată exactă nu avem.Se crede că satul a fost fondat in jurul anilor 1200-1210 , prima sa atestare documentară fiind din 1690.
După tradiție,satul în forma sa primitivă a fost în locul care poartă azi numele de "Război", adică cu aproximativ 1,5 km mai spre apus față de locul în care se află astăzi.Se crede că strămutarea s-a făcut din cauza lipsei de apă,iar că denumirea acestuia provine de la legenda care susținea că înainte de a găsi apă,oamenii din acele timpuri au găsit broaște.Prima Biserică se consideră că a fost zidită în anii 1500-1600, însă date concrete nu găsim. Biserica cea nouă a satului a fost zidită în anul 1778, iar sfințită la data de 31 Octombrie 1792,de către episcopul sârbesc din localitatea Vârșeț, anume Iosif Ivanovici de Șacabent. Aceasta a fost pictată pentru prima dată la anul 1800 de către pictorul Ciolacovici. Biserica cea veche avea trei preoți parohi,tradiția menținându-se inclusiv în noua Biserică până la anul 1890 când trece in neființă Pr.Ioachim Mangiuca (Tatăl lui Simeon Mangiuca). De atunci,parohia va avea doar câte doi preoți, până după anul 1960 când parohia va rămâne cu un singur preot.
Lista preoților parohi din satul Broșteni (în care se regăsesc și preoți din vechea biserică)
- Pr. Gavril Lupulovici - 1767 - 1793 (lipsit de preoție pentru, purtare scandaloasă)
- Pr. Stoicu - până la anul 1773 (lipsă informații)
- Pr. Costa - 1774 (lipsă informații)
- Pr. Luca - 1774 (lipsă informații)
- Pr. Ilia Popovici - 1774 - 1802 (lipsă informații)
- Pr. Gavril Iancovici - 1783 - 1832 (lipsă informații)
- Pr. Isac Iancovici - 1793 - 1836 (mort)
- Pr. Ioan Bercean - 1801 - 1806 (renunță la preoție,moare în 1821)
- Pr. Nistor Bercean - 1801 - 1810 (mort)
- Pr. Iacob Vasilievici - 1811 - 1842 (lipsă de informații)
- Pr. Mărian Bercean - 1832 - 1853 (mort)
- Pr. Ioan Iancovici - 1833  - 1866 (mort)
- Pr. Ioachim Mangiuca - 1842-1890 (mort)
- Pr. Ioan Juica - 1844 - 1897 (mort)
- Pr. Isac Iancovici - 1845 - 1896 (mort)
- Pr. Aurel Popovici - 1891 - 1895 (mutat la Mercina)
- Pr. Petru Alexiu - 1891 - 1913 (mort)
- Pr. Ilie Ciorei(Tatăl) - 1898 - 1939 (pensionat)
- Pr. Titu Ciorei(Fiul) - 1917 - 1922 (mutat la Răchitova)
- Pr. Simeon Alexiu - 1925 - 1944 (mort)
- Pr. Nicolae Grau - 1944 - 1950 (mort)
- Pr. Neda Aurel - 1950 - 1963 (mort)
- Pr. Antonie Cârpan - 1950 - 1999 (pensionat, moare in 2005)
- Pr. Iosf Toc - 1999 - 2001(mort)
- Pr. Lăpușneanu Lucian - 2002 - prezent

Despre prima biserică a satului nu se știe de către cine a fost pictată sau pictura pe care a avut-o.Din aceasta la momentul scrierii se mai păstrează o albie din beton pentru botezul noilor născuți, o envaghelie din anii 1670 și o pictură pe piele de vacă cu "Cina Cea De Taină" însă nu știm cu certitudine cine a pictat-o sau de unde a fost adusă.Însă,Biserica cea nouă, a fost pictată pentru prima dată la anul 1800 de către pictorul Ciolacovici. De la 1800 până la anul 1901 a fost doar restaurată, neștiindu-se dacă a mai fost repictată biserica. În anul 1901 Biserica a fost pictată de către celebrul pictor de biserici George Putnic (cel ce va picta și Biserica din Vrăniuț în anul 1898), în timpul preotului Ilie Ciorei. La anul 1956 biserica va fi zugrăvită din nou în timpul preotului paroh Antonie Cârpan.La anul 2001 biserica va fi restaurată și repictată în timpul preotului Iosf Toc. Din 2001 până la momentul scrierii acestui material (2025) biserica a mai fost restaurată parțial, însă la pictură nu s-a mai lucrat.

Corurile din Satul Broșteni au fost in principiu mixte(femei și bărbați).Primul cor despre care avem informații este cel realizat în anul 1889 de către Consiliul Parohial din Broșteni de la acea vreme l-a adus pe maestrul de cor Iosif Păuțu (din Mercina,econom de meserie) care a fost plătit din lada bisericii cu 30 de florinți pe lună , adică 90 pentru 3 luni. Al doilea Cor despre care se știu informații este reprezentat de corul realizat de către Ilie Ciorei.În urma morții fostului conducător de cor Ioan Veselin,sub noul conducător Iacob Berlogea corul a luat un avânt incredibil, formându-se un cor mixt de 80 de membrii (atât femei cât și bărbați) care a secerat mai multe victorii în cadrul concursurilor de cor de la aceea vreme. După această perioadă grandioasă, a urmat o așa zisă perioadă de liniște,corul desfințându-se și biserica a trecut la cantori. Această perioadă se preconizează că a durat între anii 1950-1999.Aici s-a cântat unison fiind atât voce feminină cât si voce masculină. O mică listă cu cantorii satului : 
-Ion Ciulin (Drăgoi)
-Nistor Cioc (Bibi)
-Ion Sarmeș (Cincu)
-Ana Zepcea (Glod)
-Enașcu Ionel (Bumbu)
-Enașcu Gheorghe (Gigi Iana)
-Șofronie Olaru ( Purdică)
-Gheorghe Berlogea (Călin) 
-Gheorghe Ciulu (Pătroane) 
-Ion Găitoane (Jurca)
-Viorel Mateievici (Păun Ciulu)
-Ion Valea (Beloia) 
-Ion Cristănușu - Acesta era un așa zis învățător de cantori,deși acesta nu avea studii din punct de vedere muzical,el îi învăța pe cei ce voiau să fie cantori modul de a interpreta cântările bisericești de la acea vreme. 
Astăzi doar când nu este câte un membru din fiecare voce a corului la biserică sau la o înmormântare se mai interpretează așa zisul "Stilul Cantoresc".
Actualul cor s-a înființat la inițiativa preotului Iosf Toc la anul 1999,când a fost adus maestrul de cor Pancarișteanu din Oravița.Acesta,alături de preotul paroh au lucrat timp de un an de zile la finisarea noului cor,format din dragostea și pasiunea sătenilor față de biserica lor. De asemenea,și acest cor a secerat câteva victorii în anul 2000 la Mercina. Corul este mixt,atât femei cât și bărbați, la început având membrii : 
Voci feminine (sopran,alto) : 
Sopran : 
-Maria Toc
-+Rodica Blaj (Mânzală)
-Mimi Cașota (Cașuta) 
-Alideia Cablea
-+Victoria Ciumău
-Cristina Enache
-Valentina Geam(Pîț)
-Adina Giuca (astăzi Blaj,Călin)
-+Maria Părpăliță 
-Mirabela Popa (Brecia)
-Mariana Pătrașcu (astăzi Popa,Blague)
-Alideia Serafim (astăzi Țepeneu)
-+Ana Zepcea (Glod)
Alto : 
-Marina Constantin (dirijor)
-Marinela Giuca(Călin)
-Laura Blaj(Mânzală)
-Florentina Găitoane (Budi)
-Adela Lungu
Voci masculine(Tenor și Bass)
Tenor : 
-+Gheorghe Enașcu (Gigi Iana)
-+Sofronie Olariu (Purdică)
-Gheorghe Blaj(Mânzală)
-Ionel Enașcu(Bumbu)
-+Gheorghe Ciulu(Pătroane)
-+Nistor Cioc(Bibi) 
-Ionel Lungu(Brecia) 
-Marius Cîrpanu(Popa) 
-+Păuniță Fara
-+Emil Voicu(Șaibăr)
Bass : 
-+Ion Sarmeș(Cincu)
-+Ion Constantin(Ionică al de la cooperativă)
-+Gheorghe Berceanu(Murci) 
-Gheorghe Cioc(Străin)
-+Iacob Cioc(Pipi Micoliță)
-Petru Fodor 
-Ion Găitoane(Jurca)
-+Gheorghe Geam(Pîț)
-+Viorel Mateievici(Păun Ciulu)
-Marian Popa (Pește) 

La vocile feminine,cele mai bune voci se numără : 
Sopran : 
-Maria Toc 
-Maria Părpăliță
-Ana Zepcea 
-Adina Giuca
-Alideia Serafim 
Alto : Toate femeile. 
La vocile masculine,cele mai bune voci se numără : 
Tenor : 
-Gheorghe Enașcu
-Ionel Lungu 
-Gheorghe Blaj 
-Marius Cîrpan.
Bass : 
-Ion Constantin - putea fi catalogat chiar ca o voce de pedalist.
-Ion Sarmeș - el putea să cânte atât în vocea de bass cât și în vocea de tenor.
-Gheorghe Berceanu
-Petru Fodor .

Din păcate astăzi corul nu mai numără atâția membrii ca la începutul anilor 2000 , astăzi avănd : 
Voci Feminine : 
Sopran : 
-Alideia Serafim 
-Gabriela Lăpușneanu 
-Adina Giuca 
-Daniela Mangiuca (Ultima rudă cu Simeon Mangiuca care mai poartă numele de Mangiuca)
-Anabella Goșa 
-Ariana Nagy 
-Teodora Lăpușneanu 
Alto : 
-Marina Constantin (dirijor) 
-Florentina Găitoane 
Voci Masculine : 
Tenor : 
-Georgian Ionuț Schinteie - este cel care învață astăzi noii membrii ai corului. 
-Darius Onețiu
Bass 
-Petru Fodor 
-Gheorghe Cioc 
-Sîngu Rareș (Drăgoi)
-Goioane Mădălin (Noacă) 
-Popa Roberto (Marcu)
-Robert Herac (Mânzu)
-Dario Bagherea 
Voci de copii : 
-Ionuț Paul Cașota (Cașuta) 

## Personalități
- Simeon Mangiuca (1831 - 1890), folclorist, membru de onoare al Academiei Române
- Ilie Ciorei (1864 - 1946), preot, folclorist.
- Georgian Schinteie (1994 - prezent), folclorist, interpret de muzică populară
- Octavian Berlogea (1926 - 2018), medic, ministrul al Sănătății în perioada 22 august 1952 - 10 iunie 1954

## Legături externe

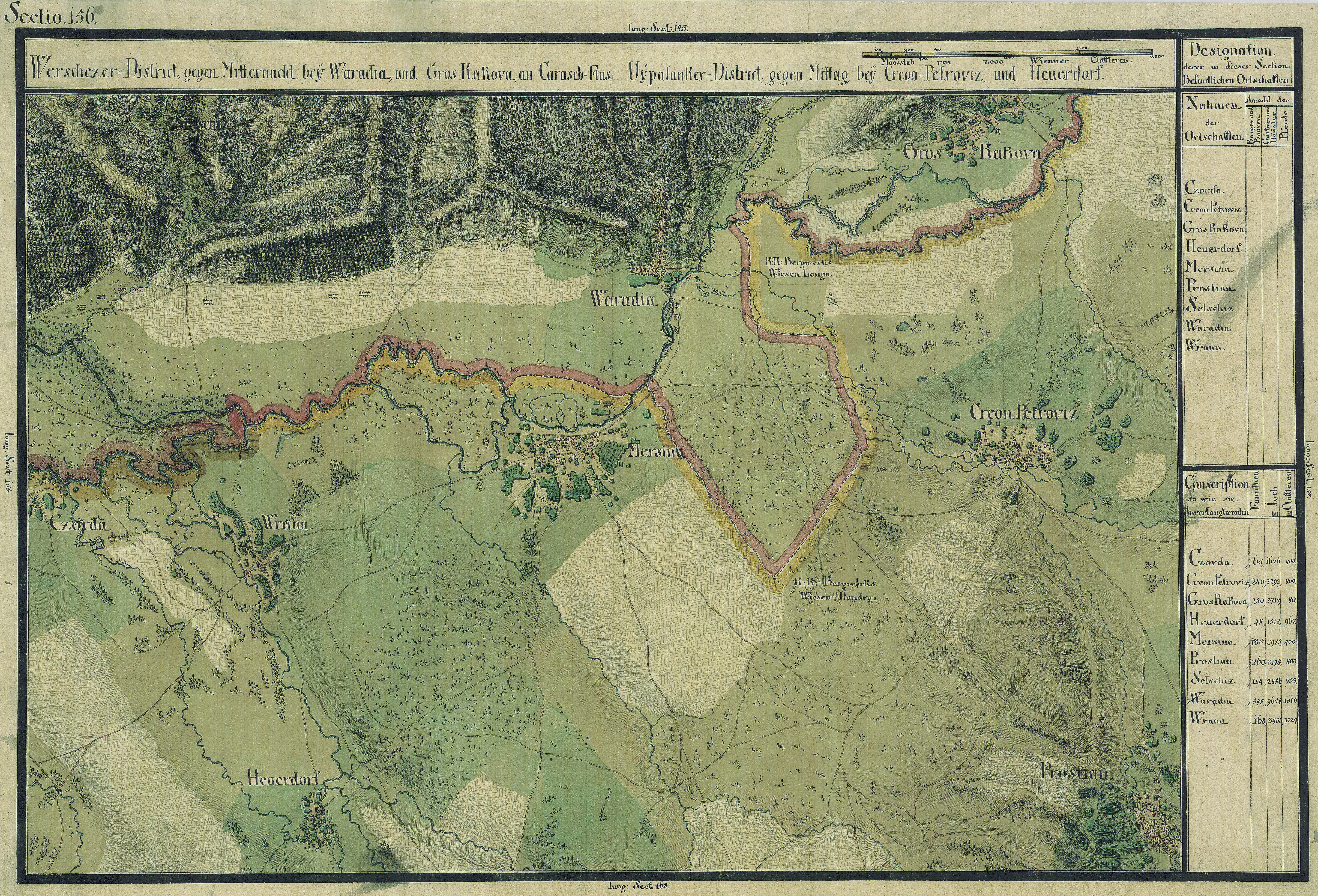
Broșteni în Harta Iosefină a Banatului, 1769-72